# Christmas in Connecticut (téléfilm)
Ne doit pas être confondu avec Christmas in Connecticut (film).

Christmas in Connecticut est un téléfilm de Noël de comédie américain, datant de 1992 et réalisé par Arnold Schwarzenegger.

## Synopsis
la star d'une émission de cuisine et son manager organisent un émission en direct à Noël, afin de faire le plat pour un pompier héroïque.

## Fiche technique
- Titre original : Christmas in Connecticut
- Titre français : Christmas in Connecticut
- Réalisation : Arnold Schwarzenegger
- Pays d'origine : États-Unis
- Format : Couleurs
- Genre : Comédie
- Durée : 93 minutes
- Date de sortie :
  - États-Unis : 13 avril 1992
  - France : pas de date précise mais passé sur FR3

## Distribution
- Dyan Cannon : Elizabeth Blane
- Kris Kristofferson : Jefferson Jones
- Tony Curtis : Alexander Yardley
- Richard Roundtree (VF : Sady Rebbot) : Prescott
- Arnold Schwarzenegger : (non crédité) l'homme en chaise devant le camion de la télé

## Commentaires
Christmas In Connecticut est la deuxième et dernière réalisation d'Arnold Schwarzenegger qui avait réalisé aussi un épisode de la série Les contes de la crypte.